# Karl W. Giberson
Karl Willard Giberson (13 de mayo de 1957, Bath, Nuevo Brunswick, Canadá) es un físico, académico y autor especializado en la controversia entre creación y evolución. Ha trabajado como docente desde 1984, ha escrito varios libros, y ha sido miembro de varias organizaciones académicas y científicas. Fue vicepresidente de la Fundación BioLogos.

## Formación
Giberson tiene dos títulos de grado (Filosofía y Física/Matemáticas) del Eastern Nazarene College, y un máster y un doctorado en Física de la Universidad Rice. Pero renunció en 2011 después de 27 años en la universidad .

## Carrera
Giberson fue miembro de la facultad de su alma mater, Eastern Nazarene College, desde 1984 hasta 2011. Durante ese tiempo,  impartió cursos de física, astronomía, ciencia y religión, además de dirigir el Honors Scholar Program. Su fuerte apoyo a la evolución lo hizo cada vez más polémico y desempeñó un papel en su salida en 2011.
Giberson es también compañero de la American Scientific Affiliation (ASA). Codirigió el Venice Summer School en Ciencia y Religión, y ha dado conferencias sobre ciencia y religión en la Universidad de Oxford, en la Fundación Ettore Majorana y Centro de la Cultura Científica en Sicilia, y varios colegios y universidades en los Estados Unidos. En 2006, fue invitado a dar una charla en la Ciudad del Vaticano en "La Hostilidad Continua de Estados Unidos al Darwinismo" y en el Harvard Club of New York en 2008. A principios de 2009, Giberson se convirtió en el Vicepresidente Ejecutivo de la Fundación BioLogos, creada por Francis Collins. Ha ejercido como presidente antes de dejar la fundación en 2011 para continuar con la escritura.
En 2012, Giberson se convirtió en miembro de la facultad del Stonehill College Easton, Massachusetts, donde actualmente sirve como académico en ciencia y religión.
En 2013, Giberson fue elegido para la Sociedad Internacional para la Ciencia y la Religión (ISSR).
A pesar de identificarse como cristiano, Giberson ha declarado que ha tenido crisis de fe profundas:
“… Mi fe en Dios está teñida de dudas y, en mis momentos más reflexivos, a veces me pregunto si quizás estoy simplemente continuando la trayectoria de una fe infantil que debería ser abandonada. Como cuestión puramente práctica, tengo razones de peso para creer en Dios. Mis padres son cristianos profundamente comprometidos y estarían devastados si yo rechazara mi fe. Mi esposa e hijos creen en Dios y asistimos juntos a la iglesia con regularidad. La mayoría de mis amigos son creyentes. Tengo un trabajo que amo en una universidad cristiana que se vería obligado a despedirme si rechazara la fe que sustenta la misión de la universidad. Abandonar la fe en Dios sería perjudicial, y haría que mi vida se descarrilara por completo. Puedo simpatizar con Darwin mientras luchaba contra los desafíos no deseados a su fe.
Incluso usa el argumento del mal diseño en contra de los teóricos del diseño inteligente.

## Trabajos publicados
Giberson contribuye en la edición de Books & Culture, donde ha publicado numerosos ensayos de ciencia. Fue el editor fundador de Science & Theology News, publicación líder en el campo hasta que dejó de publicarse en 2006, y redactor jefe de Science & Spirit desde 2003 hasta 2006 para la Fundación John Templeton.
Giberson ha publicado más de 200 artículos, reseñas y ensayos, tanto técnicos como populares. Además de publicar regularmente en el blog de The Huffington Post, Giberson ha escrito para The New York Times, Salon.com, Discover, Perspectives on Science & Faith, CNN.com, Quarterly Review of Biology, Weekly Standard, Christian History, Christianity Today, Zygon, USA Today y otras publicaciones. Ha aparecido en muchos programas de radio, como  Talk of the Nation de NPR.
Su ensayo "Say it Ain't So: America's Ongoing Hostility to Religion" apareció en el periódico de universidad What Matters in America.

### Libros
- Worlds Apart: The Unholy War between Religion and Science, (Iglesia del Nazareno y Beacon Hill Press, 1993)[17] a pesar de su controversia, se ha usado en varias universidades evangélicas y nazarenas para contrarrestar los enfoques del fundamentalismo cristiano de los "orígenes".
- Species of Origins: America’s Search for a Creation Story (Rowman y Littlefield Publishers, 2002),[18] coautor con Don Yerxa, ganó el reconocimiento como uno de los tratamientos más equilibrados de la controversia entre creación y evolución en la impresión. El principal académico estadounidense del creacionismo, Ronald Numbers, lo describió como "accesible, preciso y equitativo".[19] Se usa como libro de texto y ha sido traducido al polaco por una inclusión en una serie de filosofía contemporánea.[20]
- The Oracles of Science: Celebrity Scientists Versus God and Religion (Oxford University Press, 2006),[21][22] coautor con el filósofo español Mariano Artigas, examina el supuesto "abuso de la ciencia" al servicio del secularismo por seis científicos de esta generación: Carl Sagan, Stephen Jay Gould, E.O. Wilson, Richard Dawkins, Steven Weinberg y Stephen Hawking. El libro se ha traducido al italiano, español y polaco.[23]
- Saving Darwin: How to be a Christian and Believe in Evolution (HarperOne, 2008),[24] fue reconocido por el Washington Post Book World como "Uno de los mejores libros del 2008."[25]
- The Language of Science and Faith: Straight Answers to Genuine Questions (InterVarsity Press, 2011),[26] coautor con Francis Collins, pretende mostrar a los cristianos por qué no necesitan rechazar ni la ciencia ni a Dios.[27]
- Quantum Leap: How John Polkinghorne Found God in Science and Religion (Lion UK, 2011),[28] coautor con Dean Nelson, examina la relación entre ciencia y religión a través de la vida del físico y sacerdote anglicano John Polkinghorne.
- The Anointed: Evangelical Truth in a Secular Age (Harvard University Press, 2011)[29] coautor con Randall J. Stephens, explora cómo la autoridad intelectual se aplica correcta e incorrectamente en el Evangelicalismo. Los autores escribieron una página opuesta al editorial para el The New York Times resumiendo algunos de los temas que el libro plantea.[30]
- The Wonder of the Universe: Hints of God in Our Fine-Tuned World (IVP Books, 2012),[31] es una exploración de las resonancias religiosas de nuestra comprensión moderna de la cosmología.
- Seven Glorious Days: A Scientist Retells the Genesis Creation Story (Paraclete Press, 2012),[32] explora cómo sería la historia bíblica de la creación si estuviera escrita dentro del marco de la ciencia moderna.
- Saving the Original Sinner: How Christians Have Used the Bible's First Man to Oppress, Inspire, and Make Sense of the World (Beacon Press, 2015),[33] explica cómo la idea del Adán bíblico ha evolucionado a través de los siglos y explora la influencia que la caída de Adán ha tenido en las ideas occidentales. Giberson sostiene que los intentos del Evangelicalismo de preservar una interpretación literal de la historia bíblica de la creación han contribuido a que se hagan intelectualmente aislados en una variedad de campos.